# Aphonopelma schmidti
Aphonopelma schmidti là một loài nhện trong họ Theraphosidae.
Loài này thuộc chi Aphonopelma. Aphonopelma schmidti được miêu tả năm 1995 bởi Smith.